# غابرييل باربوسا
غابرييل باربوسا ((بالبرتغالية: Gabriel Barbosa)؛ مواليد 30 أغسطس 1996 في البرازيل) هو لاعب كرة قدم برازيلي يلعب مع فلامنغو البرازيلي كمهاجم. مثل منتخب البرازيل لكرة القدم في كوبا أمريكا المئوية.

## روابط خارجية
- غابرييل باربوسا على موقع الاتحاد الدولي (مؤرشف)  (الإنجليزية)
- غابرييل باربوسا على موقع إي إس بي إن إف سي (الإنجليزية)
- غابرييل باربوسا على موقع قاعدة بيانات كرة القدم.إي يو (الإنجليزية)
- غابرييل باربوسا على موقع قاعدة بيانات كرة القدم.إي يو (الإنجليزية)
- غابرييل باربوسا على موقع ليكيب (الفرنسية)
- غابرييل باربوسا على موقع ناشيونال فوتبول تيمز (الإنجليزية)
- غابرييل باربوسا على موقع Soccerbase.com (لاعب) (الإنجليزية)
- غابرييل باربوسا على موقع Soccerway.com (الإنجليزية)
- غابرييل باربوسا على موقع عالم كرة القدم.نت (الإنجليزية)
- غابرييل باربوسا على موقع كووورة